# 1098 Hakone
1098 Hakone è un asteroide della fascia principale del diametro medio di circa 24,73 km. Scoperto nel 1928, presenta un'orbita caratterizzata da un semiasse maggiore pari a 2,6894928 UA e da un'eccentricità di 0,1170958, inclinata di 13,36690° rispetto all'eclittica.
Il suo nome è un omaggio alla cittadina di Hakone, in Giappone.